# Première circonscription de la Manche
La première circonscription de la Manche, aussi appelée circonscription de Saint-Lô, est l'une des quatre circonscriptions législatives françaises que compte le département de la Manche (50) situé en région Basse-Normandie.

## Description géographique et démographique

### De 1958 à 1986
Le département avait cinq circonscriptions.
La première circonscription de la Manche était composée de :
- canton de Canisy
- canton de Carentan
- canton de Marigny
- canton de Percy
- canton de Saint-Clair-sur-l'Elle
- canton de Saint-Jean-de-Daye
- canton de Saint-Lô
- canton de Tessy-sur-Vire
- canton de Torigni-sur-Vire
- canton de Villedieu-les-Poêles

Source : Journal Officiel du 14-15 Octobre 1958.

### De 1988 à 2010
La première circonscription de la Manche était composée de :
- canton de Canisy
- canton de Carentan
- canton de Marigny
- canton de Percy
- canton de Saint-Clair-sur-l'Elle
- canton de Saint-Jean-de-Daye
- canton de Saint-Lô-Est
- canton de Saint-Lô-Ouest
- canton de Tessy-sur-Vire
- canton de Torigni-sur-Vire
- canton de Villedieu-les-Poêles

### Depuis 2010
Depuis le redécoupage des circonscriptions de 2010 et le passage du département de cinq circonscriptions à quatre, la circonscription regroupe les divisions administratives suivantes : 
- Canton de Canisy
- Canton de Carentan
- Canton de Marigny
- Canton de Montebourg
- Canton de Percy
- Canton de Saint-Clair-sur-l'Elle
- Canton de Saint-Jean-de-Daye
- Canton de Saint-Lô-Est
- Canton de Saint-Lô-Ouest
- Canton de Sainte-Mère-Église
- Canton de Tessy-sur-Vire
- Canton de Torigni-sur-Vire
- Canton de Villedieu-les-Poêles.

Avant les élections législatives de 2012, les cantons de Montebourg et de Sainte-Mère-Église participaient à l'élection du député de la quatrième circonscription.
D'après le recensement de la population de 2012, réalisé par l'Insee, la population totale de cette circonscription est estimée à 116 524 habitants.

## Historique des députations
| Législature | Début de mandat | Fin de mandat  | Député               | Parti politique | Observations                                                                           |
| ----------- | --------------- | -------------- | -------------------- | --------------- | -------------------------------------------------------------------------------------- |
| IXe         | 23 juin 1988    | 1er avril 1993 | Jean-Marie Daillet   | UDC             |                                                                                        |
| Xe          | 2 avril 1993    | 21 avril 1997  | Jean-Claude Lemoine, | RPR,            | Mandat écourté à la suite d'une dissolution parlementaire décidée par Jacques Chirac.  |
| XIe         | 12 juin 1997    | 18 juin 2002   | Jean-Claude Lemoine, | RPR,            |                                                                                        |
| XIIe        | 19 juin 2002    | 19 juin 2007   | Jean-Claude Lemoine, | UMP,            |                                                                                        |
| XIIIe       | 20 juin 2007    | 19 juin 2012   | Philippe Gosselin    | UMP             |                                                                                        |
| XIVe        | 20 juin 2012    | 20 juin 2017   | Philippe Gosselin    | UMP             |                                                                                        |
| XVe         | 21 juin 2017    | 21 juin 2022   | Philippe Gosselin    | LR              |                                                                                        |
| XVIe        | 22 juin 2022    | 9 juin 2024    | Philippe Gosselin    | LR              | Mandat écourté à la suite d'une dissolution parlementaire décidée par Emmanuel Macron. |
| XVIIe       | 8 juillet 2024  | En cours       | Philippe Gosselin    | LR              |                                                                                        |

## Historique des élections

### Élections de 1958
| Candidat       | Candidat                | Parti          | Premier tour | Premier tour | Second tour | Second tour |  |
| Candidat       | Candidat                | Parti          | Voix         | %            | Voix        | %           |  |
| -------------- | ----------------------- | -------------- | ------------ | ------------ | ----------- | ----------- |  |
|                | Gabriel de Carville élu | CNIP           | 16 750       | 41,15        | 26 712      | 68,64       |  |
|                | Auguste Grandin         | Modérés        | 7 947        | 19,52        | 7 270       | 18,68       |  |
|                | Robert Lechevallier     | SFIO           | 4 091        | 10,05        | 4 932       | 12,67       |  |
|                | Maurice Lantier         | MRP            | 3 358        | 8,25         | Retrait     | Retrait     |  |
|                | Pierre Goudal           | UNR            | 3 264        | 8,02         | Retrait     | Retrait     |  |
|                | Robert Schmitt          | diss. MRP      | 2 051        | 5,04         | Retrait     | Retrait     |  |
|                | Henri Desnoues          | UFF            | 2 008        | 4,93         |             |             |  |
|                | Cléophas Lebouteiller   | PCF            | 1 234        | 3,03         |             |             |  |
|                |                         |                |              |              |             |             |  |
| Inscrits       | Inscrits                | Inscrits       | 51 591       | 100,00       | 51 562      | 100,00      |  |
| Abstentions    | Abstentions             | Abstentions    | 9 954        | 19,29        | 11 550      | 22,4        |  |
| Votants        | Votants                 | Votants        | 41 637       | 80,71        | 40 012      | 77,6        |  |
| Blancs et nuls | Blancs et nuls          | Blancs et nuls | 934          | 2,24         | 1 098       | 2,74        |  |
| Exprimés       | Exprimés                | Exprimés       | 40 703       | 97,76        | 38 914      | 97,26       |  |

Le suppléant de Gabriel de Carville était Philippe Texier-Hugou, vétérinaire, conseiller général, maire de Percy.

### Élections de 1962
|                | Constant Lepourry élu       | UNR-UDT        | 16 698 | 56,21  |  |  |  |
|                | Gabriel de Carville sortant | CNIP           | 9 014  | 30,34  |  |  |  |
|                | Charles Montfiquet          | SFIO           | 2 354  | 7,92   |  |  |  |
|                | Cléophas Lebouteiller       | PCF            | 1 641  | 5,52   |  |  |  |
|                |                             |                |        |        |  |  |  |
| Inscrits       | Inscrits                    | Inscrits       | 51 121 | 100,00 |  |  |  |
| Abstentions    | Abstentions                 | Abstentions    | 18 549 | 36,28  |  |  |  |
| Votants        | Votants                     | Votants        | 32 572 | 63,72  |  |  |  |
| Blancs et nuls | Blancs et nuls              | Blancs et nuls | 2 865  | 8,8    |  |  |  |
| Exprimés       | Exprimés                    | Exprimés       | 29 707 | 91,2   |  |  |  |

Le suppléant de Constant Lepourry était Maurice Lantier, professeur, adjoint au maire de Saint-Lô.

### Élections de 1967
| Candidat       | Candidat                              | Parti                     | Premier tour | Premier tour | Second tour | Second tour |  |
| Candidat       | Candidat                              | Parti                     | Voix         | %            | Voix        | %           |  |
| -------------- | ------------------------------------- | ------------------------- | ------------ | ------------ | ----------- | ----------- |  |
|                | Raymond Guilbert élu                  | UD-Ve                     | 14 031       | 35,4         | 16 407      | 51,72       |  |
|                | Constant Lepourry sortant             | Divers droite (Gaulliste) | 6 827        | 17,23        | 15 314      | 48,28       |  |
|                | Gustave Le Provost de La Moissonnière | Modérés                   | 6 496        | 16,39        | Retrait     | Retrait     |  |
|                | Jean-Marie Daillet                    | CD (PDM)                  | 5 142        | 12,97        |             |             |  |
|                | Paul Bunisset                         | FGDS (CIR)                | 5 118        | 12,91        |             |             |  |
|                | Francis Dufour                        | PCF                       | 2 019        | 5,09         |             |             |  |
|                |                                       |                           |              |              |             |             |  |
| Inscrits       | Inscrits                              | Inscrits                  | 51 496       | 100,00       | 51 497      | 100,00      |  |
| Abstentions    | Abstentions                           | Abstentions               | 10 528       | 20,44        | 15 745      | 30,57       |  |
| Votants        | Votants                               | Votants                   | 40 968       | 79,56        | 35 752      | 69,43       |  |
| Blancs et nuls | Blancs et nuls                        | Blancs et nuls            | 1 335        | 3,26         | 4 031       | 11,27       |  |
| Exprimés       | Exprimés                              | Exprimés                  | 39 633       | 96,74        | 31 721      | 88,73       |  |

Le suppléant de Raymond Guilbert était Bernard Hue, adjoint au maire de Villedieu-les-Poêles.

### Élections de 1968
| Candidat       | Candidat                       | Parti                     | Premier tour | Premier tour | Second tour | Second tour |  |
| Candidat       | Candidat                       | Parti                     | Voix         | %            | Voix        | %           |  |
| -------------- | ------------------------------ | ------------------------- | ------------ | ------------ | ----------- | ----------- |  |
|                | Raymond Guilbert sortant réélu | UDR (URP)                 | 18 870       | 45,93        | 21 826      | 59,79       |  |
|                | Constant Lepourry              | Divers droite (Gaulliste) | 8 606        | 20,95        | Retrait     | Retrait     |  |
|                | Jean-Marie Daillet             | CD (PDM)                  | 8 480        | 20,64        | 14 678      | 40,21       |  |
|                | Claude Dardel                  | FGDS (SFIO)               | 3 317        | 8,07         |             |             |  |
|                | Francis Dufour                 | PCF                       | 1 809        | 4,4          |             |             |  |
|                |                                |                           |              |              |             |             |  |
| Inscrits       | Inscrits                       | Inscrits                  | 51 387       | 100,00       | 51 376      | 100,00      |  |
| Abstentions    | Abstentions                    | Abstentions               | 9 561        | 18,61        | 13 840      | 26,94       |  |
| Votants        | Votants                        | Votants                   | 41 826       | 81,39        | 37 536      | 73,06       |  |
| Blancs et nuls | Blancs et nuls                 | Blancs et nuls            | 744          | 1,78         | 1 032       | 2,75        |  |
| Exprimés       | Exprimés                       | Exprimés                  | 41 082       | 98,22        | 36 504      | 97,25       |  |

Le suppléant de Raymond Guilbert était Bernard Hue.

### Élections de 1973
| Candidat       | Candidat                 | Parti          | Premier tour | Premier tour | Second tour | Second tour |  |
| Candidat       | Candidat                 | Parti          | Voix         | %            | Voix        | %           |  |
| -------------- | ------------------------ | -------------- | ------------ | ------------ | ----------- | ----------- |  |
|                | Jean Patounas            | RI (URP)       | 10 961       | 24,84        | 16 040      | 41,18       |  |
|                | Jean-Marie Daillet élu   | CD (MR)        | 10 661       | 24,16        | 22 913      | 58,82       |  |
|                | Raymond Guilbert sortant | UDR (URP)      | 10 513       | 23,83        | Retrait     | Retrait     |  |
|                | Jean Gires               | PSU            | 5 236        | 11,87        |             |             |  |
|                | Claude Dardel            | PS (UGSD)      | 4 359        | 9,88         |             |             |  |
|                | Michel Allamand          | PCF            | 2 392        | 5,42         |             |             |  |
|                |                          |                |              |              |             |             |  |
| Inscrits       | Inscrits                 | Inscrits       | 54 601       | 100,00       | 54 608      | 100,00      |  |
| Abstentions    | Abstentions              | Abstentions    | 9 386        | 17,19        | 11 953      | 21,89       |  |
| Votants        | Votants                  | Votants        | 45 215       | 82,81        | 42 655      | 78,11       |  |
| Blancs et nuls | Blancs et nuls           | Blancs et nuls | 1 093        | 2,42         | 3 702       | 8,68        |  |
| Exprimés       | Exprimés                 | Exprimés       | 44 122       | 97,58        | 38 953      | 91,32       |  |

Le suppléant de Jean-Marie Daillet était Paul Savary, agriculteur, maire de Canisy.

### Élections de 1978
| Candidat       | Candidat                         | Parti          | Premier tour | Premier tour | Second tour | Second tour |  |
| Candidat       | Candidat                         | Parti          | Voix         | %            | Voix        | %           |  |
| -------------- | -------------------------------- | -------------- | ------------ | ------------ | ----------- | ----------- |  |
|                | Jean-Marie Daillet sortant réélu | UDF (CDS)      | 20 430       | 38,22        | 35 886      | 67,23       |  |
|                | Jean Patounas                    | UDF (PR)       | 8 920        | 16,69        | Retrait     | Retrait     |  |
|                | Pierre Laronche                  | PS             | 8 676        | 16,23        | 17 490      | 32,77       |  |
|                | Edmond Piédagnel                 | RPR            | 6 012        | 11,25        |             |             |  |
|                | Jean Gires                       | PSU (FA)       | 4 802        | 8,98         |             |             |  |
|                | Jean-Jacques Renaud              | PCF            | 3 021        | 5,65         |             |             |  |
|                | Catherine Borras                 | LO             | 1 074        | 2,01         |             |             |  |
|                | Daniel Lenoir                    | OCT            | 524          | 0,98         |             |             |  |
|                |                                  |                |              |              |             |             |  |
| Inscrits       | Inscrits                         | Inscrits       | 64 436       | 100,00       | 64 434      | 100,00      |  |
| Abstentions    | Abstentions                      | Abstentions    | 9 929        | 15,41        | 9 993       | 15,51       |  |
| Votants        | Votants                          | Votants        | 54 507       | 84,59        | 54 441      | 84,49       |  |
| Blancs et nuls | Blancs et nuls                   | Blancs et nuls | 1 048        | 1,92         | 1 065       | 1,96        |  |
| Exprimés       | Exprimés                         | Exprimés       | 53 459       | 98,08        | 53 376      | 98,04       |  |

Le suppléant de Jean-Marie Daillet était Jean Pignard, agriculteur, maire de Dangy.

### Élections de 1981
|                | Jean-Marie Daillet sortant réélu | UDF (CDS)      | 27 884 | 59,46  |  |  |  |
|                | Guy Poirier                      | PS             | 15 828 | 33,75  |  |  |  |
|                | Philippe Ricordeau               | PSU            | 1 717  | 3,66   |  |  |  |
|                | Michel Allemand                  | PCF            | 1 469  | 3,13   |  |  |  |
|                |                                  |                |        |        |  |  |  |
| Inscrits       | Inscrits                         | Inscrits       | 66 970 | 100,00 |  |  |  |
| Abstentions    | Abstentions                      | Abstentions    | 19 312 | 28,84  |  |  |  |
| Votants        | Votants                          | Votants        | 47 658 | 71,16  |  |  |  |
| Blancs et nuls | Blancs et nuls                   | Blancs et nuls | 760    | 1,59   |  |  |  |
| Exprimés       | Exprimés                         | Exprimés       | 46 898 | 98,41  |  |  |  |

Le suppléant de Jean-Marie Daillet était Edmond Piédagnel, RPR, chef d'entreprise, maire d'Agneaux.

### Élections de 1988
| Candidat       | Candidat                         | Parti           | Premier tour | Premier tour | Second tour | Second tour |  |
| Candidat       | Candidat                         | Parti           | Voix         | %            | Voix        | %           |  |
| -------------- | -------------------------------- | --------------- | ------------ | ------------ | ----------- | ----------- |  |
|                | Jean-Marie Daillet sortant réélu | UDF (CDS) (URC) | 20 954       | 46,7         | 27 154      | 55,91       |  |
|                | Bernard Dupuis                   | PS              | 17 181       | 38,29        | 21 416      | 44,09       |  |
|                | Fernand Le Rachinel              | FN              | 5 208        | 11,61        |             |             |  |
|                | Michel Boulay                    | PCF             | 1 528        | 3,41         |             |             |  |
|                |                                  |                 |              |              |             |             |  |
| Inscrits       | Inscrits                         | Inscrits        | 69 354       | 100,00       | 69 314      | 100,00      |  |
| Abstentions    | Abstentions                      | Abstentions     | 23 501       | 33,89        | 19 803      | 28,57       |  |
| Votants        | Votants                          | Votants         | 45 853       | 66,11        | 49 511      | 71,43       |  |
| Blancs et nuls | Blancs et nuls                   | Blancs et nuls  | 982          | 2,14         | 941         | 1,9         |  |
| Exprimés       | Exprimés                         | Exprimés        | 44 871       | 97,86        | 48 570      | 98,1        |  |

Le suppléant de Jean-Marie Daillet était Georges de La Loyère, ingénieur, cadre d'entreprise, conseiller municipal de Montreuil-sur-Lozon.

### Élections de 1993
| Candidat       | Candidat                | Parti          | Premier tour | Premier tour | Second tour | Second tour |  |
| Candidat       | Candidat                | Parti          | Voix         | %            | Voix        | %           |  |
| -------------- | ----------------------- | -------------- | ------------ | ------------ | ----------- | ----------- |  |
|                | Jean-Claude Lemoine élu | RPR            | 15 833       | 34,06        | 21 414      | 55,5        |  |
|                | Georges de La Loyère    | UDF (PR)       | 10 650       | 22,91        | 17 171      | 44,5        |  |
|                | Michel Levilly          | PS (ADFP)      | 7 061        | 15,19        |             |             |  |
|                | Fernand Le Rachinel     | FN             | 5 250        | 11,29        |             |             |  |
|                | Didier Anger            | Les Verts (EÉ) | 4 532        | 9,75         |             |             |  |
|                | Guy Le Cann             | PCF            | 1 455        | 3,13         |             |             |  |
|                | Maryse Grégoire         | LT-LNÉ         | 1 176        | 2,53         |             |             |  |
|                | Jean Dupont-Cariot      | UDI            | 534          | 1,15         |             |             |  |
|                |                         |                |              |              |             |             |  |
| Inscrits       | Inscrits                | Inscrits       | 70 414       | 100,00       | 70 412      | 100,00      |  |
| Abstentions    | Abstentions             | Abstentions    | 21 169       | 30,06        | 25 739      | 36,55       |  |
| Votants        | Votants                 | Votants        | 49 245       | 69,94        | 44 673      | 63,45       |  |
| Blancs et nuls | Blancs et nuls          | Blancs et nuls | 2 754        | 5,59         | 6 088       | 13,63       |  |
| Exprimés       | Exprimés                | Exprimés       | 46 491       | 94,41        | 38 585      | 86,37       |  |

Le suppléant de Jean-Claude Lemoine était André Lemaitre, conseiller général du canton de Carentan, maire de Carentan.

### Élections de 1997
| Candidat       | Candidat                          | Parti          | Premier tour | Premier tour | Second tour | Second tour |  |
| Candidat       | Candidat                          | Parti          | Voix         | %            | Voix        | %           |  |
| -------------- | --------------------------------- | -------------- | ------------ | ------------ | ----------- | ----------- |  |
|                | Jean-Claude Lemoine sortant réélu | RPR            | 18 305       | 41,17        | 25 814      | 56,46       |  |
|                | Jean-Karl Deschamps               | PS             | 9 591        | 21,57        | 19 903      | 43,54       |  |
|                | Fernand Le Rachinel               | FN             | 7 395        | 16,63        |             |             |  |
|                | Hervé Houel                       | Les Verts      | 2 165        | 4,87         |             |             |  |
|                | Jacques Declosmesnil              | MDC            | 2 140        | 4,81         |             |             |  |
|                | Guy Le Cann                       | PCF            | 2 057        | 4,63         |             |             |  |
|                | Patrice Lecardonnel               | GÉ             | 1 441        | 3,24         |             |             |  |
|                | Dominique Bauduin                 | MÉI            | 707          | 1,59         |             |             |  |
|                | Jean-Marie Furlin                 | Divers         | 665          | 1,5          |             |             |  |
|                |                                   |                |              |              |             |             |  |
| Inscrits       | Inscrits                          | Inscrits       | 69 989       | 100,00       | 70 012      | 100,00      |  |
| Abstentions    | Abstentions                       | Abstentions    | 22 393       | 32           | 21 189      | 30,26       |  |
| Votants        | Votants                           | Votants        | 47 596       | 68           | 48 823      | 69,74       |  |
| Blancs et nuls | Blancs et nuls                    | Blancs et nuls | 3 130        | 6,58         | 3 106       | 6,36        |  |
| Exprimés       | Exprimés                          | Exprimés       | 44 466       | 93,42        | 45 717      | 93,64       |  |

Le suppléant de Jean-Claude Lemoine était André Lemaitre.

### Élections de 2002
|                | Jean-Claude Lemoine sortant réélu | UMP              | 22 269 | 50,15  |  |  |  |
|                | Jean-Karl Deschamps               | PS               | 9 943  | 22,39  |  |  |  |
|                | Fernand Le Rachinel               | FN               | 5 379  | 12,11  |  |  |  |
|                | Michèle Lecaudey                  | CPNT             | 1 836  | 4,13   |  |  |  |
|                | Jean-Luc Cohin                    | Les Verts        | 1 237  | 2,79   |  |  |  |
|                | Jacques Declosmenil               | Pôle républicain | 969    | 2,18   |  |  |  |
|                | Michèle Pohyer                    | LO               | 664    | 1,5    |  |  |  |
|                | Sylvie Blanckaert-Tilmont         | LCR              | 661    | 1,49   |  |  |  |
|                | Dominique Jouin-Hirbec            | PCF              | 499    | 1,12   |  |  |  |
|                | Alfred Gendry                     | MÉI              | 320    | 0,72   |  |  |  |
|                | Paulette Mouchel                  | MNR              | 227    | 0,51   |  |  |  |
|                | Patrick Leroy                     | GÉ               | 220    | 0,5    |  |  |  |
|                | René Lebouvier                    | IR               | 181    | 0,41   |  |  |  |
|                |                                   |                  |        |        |  |  |  |
| Inscrits       | Inscrits                          | Inscrits         | 72 275 | 100,00 |  |  |  |
| Abstentions    | Abstentions                       | Abstentions      | 26 748 | 37,01  |  |  |  |
| Votants        | Votants                           | Votants          | 45 527 | 62,99  |  |  |  |
| Blancs et nuls | Blancs et nuls                    | Blancs et nuls   | 1 122  | 2,46   |  |  |  |
| Exprimés       | Exprimés                          | Exprimés         | 44 405 | 97,54  |  |  |  |

Le suppléant de Jean-Claude Lemoine était Philippe Gosselin, maire de Remilly-sur-Lozon, président de la communauté de communes de Marigny, professeur de droit.

### Élections de 2007
| Candidat       | Candidat              | Parti          | Premier tour | Premier tour | Second tour | Second tour |  |
| Candidat       | Candidat              | Parti          | Voix         | %            | Voix        | %           |  |
| -------------- | --------------------- | -------------- | ------------ | ------------ | ----------- | ----------- |  |
|                | Philippe Gosselin élu | UMP            | 17 231       | 38,41        | 25 346      | 57,71       |  |
|                | Jean-Karl Deschamps   | PS             | 11 249       | 25,07        | 18 571      | 42,29       |  |
|                | François Brière       | Divers droite  | 4 741        | 10,57        |             |             |  |
|                | Michel Lelandais      | UDF–MoDem      | 3 444        | 7,68         |             |             |  |
|                | Fernand Le Rachinel   | FN             | 3 056        | 6,81         |             |             |  |
|                | Pascal Poisson        | Les Verts      | 1 395        | 3,11         |             |             |  |
|                | Elisabeth Leconte     | CPNT           | 1 220        | 2,72         |             |             |  |
|                | Jacky Hébert          | LCR            | 836          | 1,86         |             |             |  |
|                | Dominique Jouin       | PCF            | 458          | 1,02         |             |             |  |
|                | Michèle Pohyer        | LO             | 309          | 0,69         |             |             |  |
|                | Marcelle de Bénaze    | MPF            | 300          | 0,67         |             |             |  |
|                | Alain Ozouf           | PRG            | 260          | 0,58         |             |             |  |
|                | Dominique Beuriot     | Divers         | 235          | 0,52         |             |             |  |
|                | Brigitte Monvoisin    | PT             | 131          | 0,29         |             |             |  |
|                |                       |                |              |              |             |             |  |
| Inscrits       | Inscrits              | Inscrits       | 74 479       | 100,00       | 74 468      | 100,00      |  |
| Abstentions    | Abstentions           | Abstentions    | 28 738       | 38,59        | 29 295      | 39,34       |  |
| Votants        | Votants               | Votants        | 45 741       | 61,41        | 45 173      | 60,66       |  |
| Blancs et nuls | Blancs et nuls        | Blancs et nuls | 876          | 1,92         | 1 256       | 2,78        |  |
| Exprimés       | Exprimés              | Exprimés       | 44 865       | 98,08        | 43 917      | 97,22       |  |

### Élections de 2012
| Candidat       | Candidat                        | Parti                    | Premier tour | Premier tour | Second tour | Second tour |  |
| Candidat       | Candidat                        | Parti                    | Voix         | %            | Voix        | %           |  |
| -------------- | ------------------------------- | ------------------------ | ------------ | ------------ | ----------- | ----------- |  |
|                | Philippe Gosselin sortant réélu | UMP                      | 21 377       | 41,73        | 27 049      | 52,53       |  |
|                | Christine Le Coz                | PS                       | 19 282       | 37,64        | 24 440      | 47,47       |  |
|                | Denis Feret                     | RBM (FN)                 | 4 674        | 9,12         |             |             |  |
|                | Isabelle Le Cann                | FG (Divers gauche) (PCF) | 1 725        | 3,37         |             |             |  |
|                | Fernand Le Rachinel             | PDF                      | 1 665        | 3,25         |             |             |  |
|                | Jérôme Virlouvet                | EÉLV                     | 1 344        | 2,62         |             |             |  |
|                | Céline Vaudron                  | DLR                      | 534          | 1,04         |             |             |  |
|                | Sophie Hébert-Delaunay          | AÉI                      | 365          | 0,71         |             |             |  |
|                | Michèle Pohyer                  | LO                       | 259          | 0,51         |             |             |  |
|                |                                 |                          |              |              |             |             |  |
| Inscrits       | Inscrits                        | Inscrits                 | 86 501       | 100,00       | 86 504      | 100,00      |  |
| Abstentions    | Abstentions                     | Abstentions              | 34 510       | 39,9         | 33 894      | 39,18       |  |
| Votants        | Votants                         | Votants                  | 51 991       | 60,1         | 52 610      | 60,82       |  |
| Blancs et nuls | Blancs et nuls                  | Blancs et nuls           | 766          | 1,47         | 1 121       | 2,13        |  |
| Exprimés       | Exprimés                        | Exprimés                 | 51 225       | 98,53        | 51 489      | 97,87       |  |

### Élections de 2017
Les élections législatives françaises de 2017 ont eu lieu les dimanches 11 et 18 juin 2017.
| Candidat         | Candidat            | Parti          | Premier tour | Premier tour | Second tour | Second tour |
| Candidat         | Candidat            | Parti          | Voix         | %            | Voix        | %           |
| ---------------- | ------------------- | -------------- | ------------ | ------------ | ----------- | ----------- |
|                  | Benoite Nouet       | LREM           | 15934        | 35,35        | 18 130      | 47,49       |
|                  | Philippe Gosselin * | LR             | 13893        | 30,82        | 20 043      | 52,51       |
|                  | Franck Simon        | FN             | 5258         | 11,67        |             |             |
|                  | Aurélien Marion     | LFI            | 3753         | 8,33         |             |             |
|                  | Clémence Maulat     | PS             | 2421         | 5,37         |             |             |
|                  | Jérôme Virlouvet    | EELV           | 1714         | 3,80         |             |             |
|                  | Corinne Vautier     | PCF            | 733          | 1,63         |             |             |
|                  | Lionel Carau        | PF             | 554          | 1,23         |             |             |
|                  | Olivia Lewi         | LO             | 304          | 0,67         |             |             |
|                  | David Guillaume     | UPR            | 300          | 0,67         |             |             |
|                  | Philippe Reto       | MRC            | 208          | 0,46         |             |             |
|                  |                     |                |              |              |             |             |
| Inscrits         | Inscrits            | Inscrits       | 86 934       | 100,00       | 86 929      | 100,00      |
| Abstentions      | Abstentions         | Abstentions    | 34 510       | 47,19        | 33 640      | 52,66       |
| Votants          | Votants             | Votants        | 45 911       | 52,81        | 41 153      | 47,34       |
| Blancs et nuls   | Blancs et nuls      | Blancs et nuls | 839          | 0,96         | 1 377       | 1,59        |
| Exprimés         | Exprimés            | Exprimés       | 45 072       | 98,53        | 38 173      | 97,40       |
| * député sortant |                     |                |              |              |             |             |

### Élections de 2022
| Résultats des élections législatives des 12 et 19 juin 2022 de la 1re circonscription de la Manche |                            |                          |                          |              |              |             |             |
| Candidat                                                                                           | Candidat                   | Parti et coalition       | Nuance                   | Premier tour | Premier tour | Second tour | Second tour |
| Candidat                                                                                           | Candidat                   | Parti et coalition       | Nuance                   | Voix         | %            | Voix        | %           |
| | Philippe Gosselin          | LR (UDC)                 | LR                       | 16 786       | 39,48        | 27 166      | 68,78       |
| | Guillaume Hédouin          | EÉLV (NUPES)             | NUP                      | 8 265        | 19,44        | 12 331      | 31,22       |
| | Laurent Pien               | MoDem (ENS)              | ENS                      | 7 421        | 17,46        |             |             |
| | Franck Simon               | RN                       | RN                       | 7 045        | 16,57        |             |             |
| | Victor Jan de Lagillardaie | REC                      | REC                      | 850          | 2,00         |             |             |
| | Jacques Poisson            | LMR                      | DVD                      | 739          | 1,74         |             |             |
| | Jérôme Louiche             | PA                       | ECO                      | 540          | 1,27         |             |             |
| | Olivia Lewi                | LO                       | DXG                      | 449          | 1,06         |             |             |
| | François Pasquier          | LP (UPF)                 | DSV                      | 420          | 0,99         |             |             |
| Votes valides                                                                                      | Votes valides              | Votes valides            | Votes valides            | 42 515       | 98,26        | 39 497      | 95,25       |
| Votes blancs                                                                                       | Votes blancs               | Votes blancs             | Votes blancs             | 547          | 1,26         | 1 425       | 3,44        |
| Votes nuls                                                                                         | Votes nuls                 | Votes nuls               | Votes nuls               | 208          | 0,48         | 545         | 1,31        |
| Total                                                                                              | Total                      | Total                    | Total                    | 43 270       | 100          | 41 467      | 100         |
| Abstention                                                                                         | Abstention                 | Abstention               | Abstention               | 44 361       | 50,57        | 46 071      | 52,63       |
| Inscrits / participation                                                                           | Inscrits / participation   | Inscrits / participation | Inscrits / participation | 87 531       | 49,43        | 87 538      | 47,37       |

### Élections de 2024
| Candidat                 | Candidat                 | Parti et coalition       | Nuances                  | Premier tour | Premier tour | Second tour | Second tour |
| Candidat                 | Candidat                 | Parti et coalition       | Nuances                  | Voix         | %            | Voix        | %           |
| ------------------------ | ------------------------ | ------------------------ | ------------------------ | ------------ | ------------ | ----------- | ----------- |
|                          | Philippe Gosselin        | LR                       | DVD                      | 22 513       | 38,31        | 36 531      | 63,45       |
|                          | Franck Simon             | RN                       | RN                       | 19 328       | 32,89        | 21 044      | 36,55       |
|                          | Guillaume Hédouin        | LÉ-EELV (NFP)            | UG                       | 10 791       | 18,36        |             |             |
|                          | Michaël Masson           | MoDem (ENS)              | ENS                      | 4 722        | 8,03         |             |             |
|                          | Olivia Lewi              | LO                       | EXG                      | 578          | 0,98         |             |             |
|                          | Laurent Besagny          | REC                      | REC                      | 418          | 0,71         |             |             |
|                          | Baptiste Rajaut          | Équinoxe                 | ECO                      | 250          | 0,43         |             |             |
|                          | Jacques Poisson          | LMR                      | DVD                      | 171          | 0,29         |             |             |
|                          |                          |                          |                          |              |              |             |             |
| Votes valides            | Votes valides            | Votes valides            | Votes valides            | 58 771       | 97,89        | 57 575      | 96,25%      |
| Votes blancs             | Votes blancs             | Votes blancs             | Votes blancs             | 928          | 1,55         | 1689        | 2,82%       |
| Votes nuls               | Votes nuls               | Votes nuls               | Votes nuls               | 336          | 0,56         | 552         | 0,92%       |
| Total                    | Total                    | Total                    | Total                    | 60 035       | 100          | 59 816      | 100         |
| Abstention               | Abstention               | Abstention               | Abstention               | 26 692       | 30,78        | 26 913      | 31,03%      |
| Inscrits / participation | Inscrits / participation | Inscrits / participation | Inscrits / participation | 86 727       | 69,22        | 86 729      | 68,97%      |

#### Département de la Manche
- La fiche de l'INSEE de cette circonscription : « Tableaux et Analyses de la première circonscription de la Manche », sur insee.fr, site de l'Institut national de la statistique et des études économiques (consulté le 10 juin 2007) [PDF]
- « Tous les députés du département de la Manche depuis 1789 » [archive du 30 septembre 2007], sur assemblee-nationale.fr, site de l'Assemblée nationale française (consulté le 10 juin 2007)
- « Informations contentieuses sur le département de la Manche (Élections législatives de 2002) »(Archive.org • Wikiwix • Archive.is • Google • Que faire ?), sur conseil-constitutionnel.fr, site du Conseil constitutionnel (consulté le 13 juin 2007)

#### Circonscriptions en France
- « Carte des circonscriptions législatives en France », sur assemblee-nationale.fr, site de l'Assemblée nationale française (consulté le 10 juin 2007)
- « Résultats électoraux officiels en France »(Archive.org • Wikiwix • Archive.is • Google • Que faire ?), sur interieur.gouv.fr, site du ministère de l'Intérieur (France) (consulté le 13 juin 2007)
- Description et Atlas des circonscriptions électorales de France sur http://www.atlaspol.com, Atlaspol, site de cartographie géopolitique, consulté le 13 juin 2007.